# Fińska Formuła 3 Sezon 1959
Fińska Formuła 3 Sezon 1959 – drugi sezon Fińskiej Formuły 3. Mistrzem został Curt Lincoln przed Heimo Hietarintą i Jouko Nordellem.

## Kalendarz wyścigów
| Runda | Data        | Tor      | Pole position | Najszybsze okrążenie | Zwycięzca        |
| ----- | ----------- | -------- | ------------- | -------------------- | ---------------- |
| 1     | 10 maja     | Helsinki | ?             | ?                    | Curt Lincoln     |
| 2     | 18 maja     | Harju    | ?             | ?                    | Curt Lincoln     |
| 3     | 24 maja     | Vaasa    | ?             | ?                    | Heimo Hietarinta |
| 4     | 13 września | Turku    | ?             | ?                    | Heimo Hietarinta |
| 5     | ?           | Lohja    | ?             | ?                    | Curt Lincoln     |